# Jean Becker
Jean Becker (Parigi, 10 marzo 1938) è un regista, sceneggiatore e attore francese.

## Biografia
Figlio del regista Jacques Becker, inizia la propria carriera negli anni cinquanta come aiuto-regista del padre, per i film Grisbì (1953), Alì Babà (1954), Montparnasse (1958) e Il buco (1960). Ricopre lo stesso ruolo anche per Henri Verneuil in Noi gangsters (1959).
Esordisce alla regia nel 1961 con Quello che spara per primo, tratto dal romanzo di José Giovanni La Scoumoune, interpretato da un Jean-Paul Belmondo sfruttato al meglio e protagonista anche dei due successivi Scappamento aperto (1964) e Un avventuriero a Tahiti (1966), altrettanti successi commerciali.
Rimasto lontano dalla macchina da presa per quasi venti anni, torna al cinema con il «thriller torbido e melodrammatico» L'estate assassina (1983), presentato in concorso al Festival di Cannes 1983, in cui spicca una Isabelle Adjani all'apice del suo splendore, che mostra generosamente il suo corpo e vince il Premio César per la sua interpretazione (uno dei quattro complessivi ottenuti dal film).
Anche il successivo Élisa (1995), con Vanessa Paradis e Gérard Depardieu, gode di una positiva accoglienza.
Seguono una serie di film caratterizzati dalla presenza di un gruppo di interpreti ricorrenti (Jacques Villeret, André Dussollier, Suzanne Flon), I ragazzi del Marais (1999), con Michel Serrault, la commedia nera Omicidio in Paradiso (2001), con Josiane Balasko, la commedia drammatica Effroyables jardins - I giardini crudeli della vita (2003), capace di bilanciare pathos e humour.

## Filmografia

### Regista
- Quello che spara per primo (Un nommé La Rocca) (1961)
- Scappamento aperto (Échappement libre) (1964)
- Pas de caviar pour tante Olga (1965)
- Un avventuriero a Tahiti (Tendre voyou) (1966)
- L'estate assassina (L'Été meurtrier) (1983)
- Contre l'oubli (1991) - episodio Joaquim Elema Boringue, Guinée équatoriale
- Élisa (1995)
- I ragazzi del Marais (Les Enfants du Marais) (1999)
- Omicidio in Paradiso (Un crime au paradis) (2001)
- Effroyables jardins - I giardini crudeli della vita (Effroyables jardins) (2003)
- Il mio amico giardiniere (Dialogue avec mon jardinier) (2007)
- Deux jours à tuer (2008)
- La Tête en friche - La testa tra le nuvole (La Tête en friche) (2010)
- Bienvenue parmi nous (2012)
- Bon rétablissement! (2014)
- Le Collier rouge (2018)